# Gestreepte buidelhaas
De gestreepte buidelhaas (Lagostrophus fasciatus) is een wallaby uit het geslacht Lagostrophus, waarvan het de enige vertegenwoordiger is. De gestreepte buidelhaas is ook de enige nog levende vertegenwoordiger van de onderfamilie Lagostrophinae, waar een aantal uitgestorven kangoeroes bij hoort. Deze soort leeft alleen nog op twee eilanden voor de zuidwestkust van Australië.

## Uiterlijk
De gestreepte buidelhaas heeft een lichaamslengte van 40 tot 45 cm en een staart van ongeveer 38 cm lang. Het gewicht bedraagt 1,3 tot 2,0 kg. De vacht is donkergrijs van kleur met verschillende zwarte banden die vanaf de rug naar de buik lopen. De snuit is spits en onbehaard en de oren zijn relatief kort. De lichaamsbouw van de gestreepte buidelhaas is vergelijkbaar met de meeste andere kangoeroes. Deze soort lijkt het meest op de buidelhazen uit het geslacht Lagorchestes, die overigens niet heel nauw verwant zijn. De tandstructuur van de gestreepte buidelhaas wijkt wezenlijk af van die van de andere kangoeroesoorten uit de familie Macropodidae.  

## Leefwijze
De gestreepte buidelhaas is een planteneter die in groepen leeft. Deze soort is overwegend actief tijdens de schemering en de nacht. Overdag slaapt de gestreepte buidelhaas in de dichte ondergroei. Grassen en afgevallen vruchten zijn het voornaamste voedsel. Het merendeel van het vocht dat de gestreepte buidelhaas nodig heeft wordt uit het voedsel verkregen.

## Leefgebied
De eerste Europeaan die de gestreepte buidelhaas waarnam was de Engelse boekanier William Dampier. Op 6 augustus 1699 zag de Engelsman de soort op de Dirk Hartogeiland in Shark Bay, West-Australië. Toen de eerste Europeanen zich in Australië gingen vestigen leefde de gestreepte buidelhaas in grote delen van zuidelijk West-Australië. Fossielen van deze soort zijn ook in andere gebieden gevonden. Sinds 1906 zijn er geen gestreepte buidelhazen meer op het vasteland gezien en tegenwoordig leeft de soort alleen nog op Bernier- en Dorre-eiland in Shark Bay.

## Ondersoorten
De gestreepte buidelhaas heeft de volgende ondersoorten:
- Lagostrophus fasciatus fasciatus (Péron & Lesueur, 1807) – komt voor op de eilanden Bernier en Dorre. Kwam historisch wijdsverspreid voor in West-Australië.
- Lagostrophus fasciatus baudinettei † (Helgen & Flannery, 2003) – kwam voor in Zuid-Australië, New South Wales en Victoria.